# Venera 2

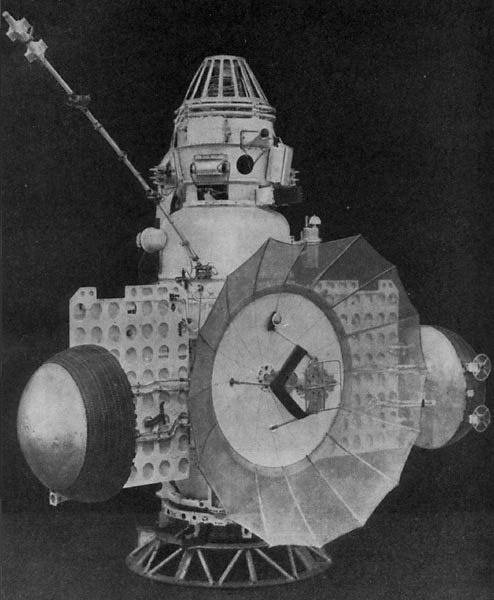

Venera 2 ou Vénus 2 (em russo: Венера-2) (designação do fabricante: 3MV-4) foi uma sonda espacial soviética do programa Venera para a exploração de Vénus. 
- Data de Lançamento: Data / Hora: 12 de novembro de 1965 em 05:02:00 (UTC)
- Em órbita Massa: 963 kg

Venera 2 foi lançada a partir de um Sputnik Tyazheliy (65-091B) para o planeta Vênus transportando um sistema de TV e instrumentos científicos. Em 27 de fevereiro de 1966, a nave espacial passou a uma distância de 24 000 km do planeta Vénus e entrou numa órbita heliocêntrica. O sistema da sonda tinha deixado de funcionar antes de atingir o planeta e não retornou dados.